# Comuna Karpîlivka, Kozeleț
Karpîlivka (în ucraineană Карпилівка) este o comună în raionul Kozeleț, regiunea Cernihiv, Ucraina, formată din satele Karpîlivka (reședința), Lutava și Vîpovziv.

## Demografie
Componența lingvistică a comunei Karpîlivka
     Ucraineană (97,86%)
     Rusă (2,14%)
Conform recensământului din 2001, majoritatea populației comunei Karpîlivka era vorbitoare de ucraineană (97,86%), existând în minoritate și vorbitori de rusă (2,14%).